# Dům U Zlatého prstenu
Dům U Zlatého prstenu je goticko-renesanční stavba v Praze na Starém Městě, v Týnské ulici (Týnská 6, č.p. 630), za Týnským kostelem, necelých sto metrů od Staroměstského náměstí. Na úzké hlavní průčelí s průjezdem navazuje dlouhý trakt podél Týnské ulice. Z jihu k němu přiléhá palác Granovských (čp. 639), který tvoří severní stranu Týnského dvora s arkádami. Dům je památkově chráněný jako jedna z částí areálu celnice Ungelt, zahrnujícího celkem 18  budov na území Starého Města v historickém centru Prahy, zapsaném na seznamu Světového dědictví UNESCO.

## Historie
Kdy přesně byl dům postaven, není známo. Nejstarší záznamy o domě pocházejí ze 14. století a jsou spjaty se jmény Dětřicha Rechcera a pražského purkmistra viničních hor Tomáška. 

V 16. století dům patřil Janu Kašemu od Adama a Lukáše. Z původního gotického domu se zachoval ovšem jen vstupní portál, mázhaus (je známo, že se tu podávalo pivo a víno) a pár fragmentů (např. dřevěný strop v příčném dvorním traktu v prvním patře). Kolem roku 1609 došlo k výrazné přestavbě v renesančním duchu, která dala domu jeho současnou podobu. Tehdy vzniklo arkádové nádvoří s toskánskými sloupy a klenbami. Později došlo ovšem i k úpravám v barokním stylu.

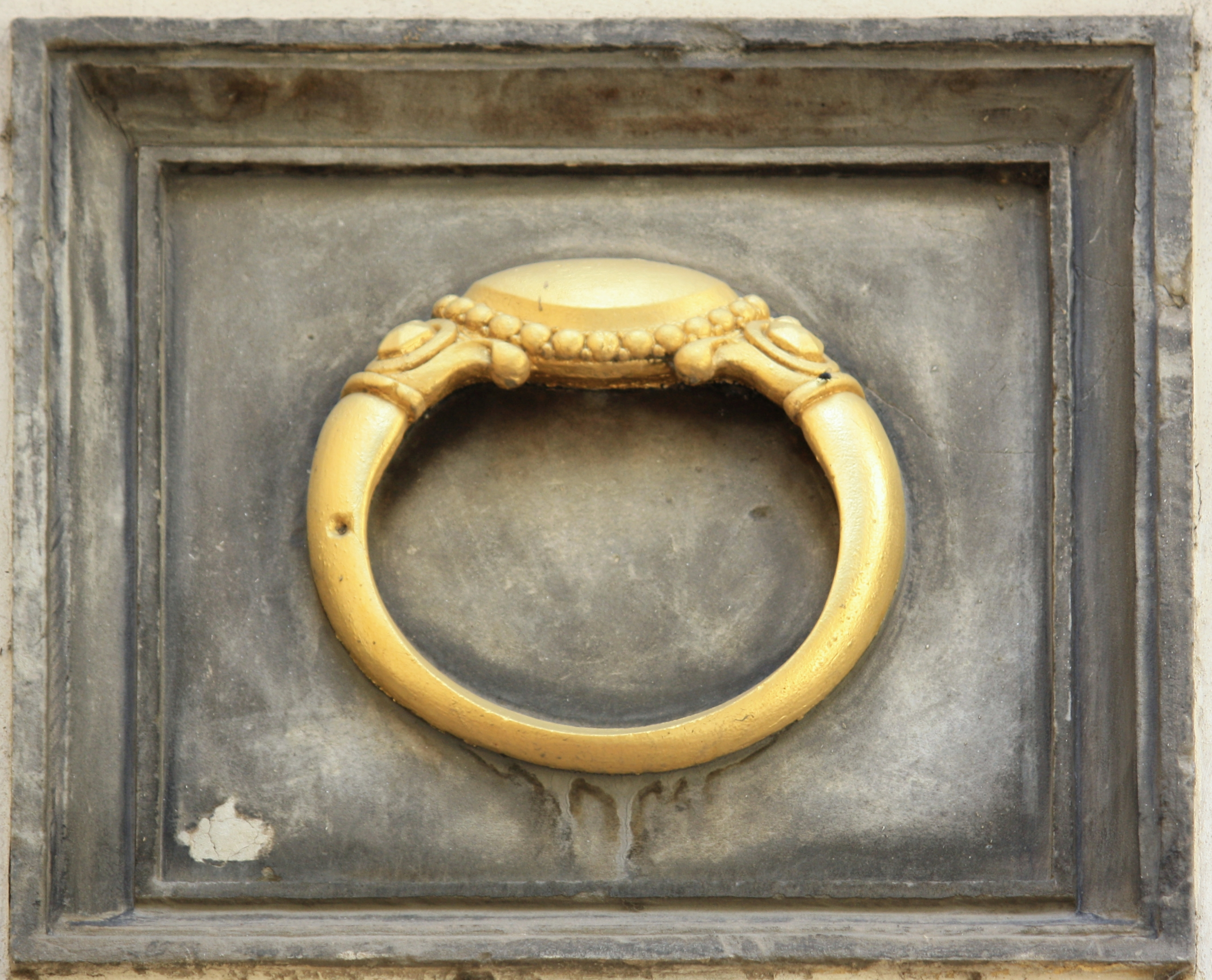
Domovní znamení

## Rekonstrukce
V 90. letech 20. století proběhla komplexní rekonstrukce pro potřeby Galerie hlavního města Prahy, která se snažila zachránit všechny gotické rysy a zdůraznit renesanční ráz. Rekonstrukci dokončoval významný česko-chorvatský architekt Vlado Milunič. Dům byl veřejnosti otevřen roku 1998, jakožto výstavní sál. Je bezbariérový, se dvěma výtahy. V roce 2016 objekt přešel do správy Muzea hlavního města Prahy.
Dům se nazývá podle domovního znamení, jež vzniklo ale až v 17. století. Podle pověsti prsten upustilo na zem jedno ze staroměstských strašidel, našel ho měšťan a pověsil nad vrata svého domu.